# چهاردهی کابل
در ساحهٔ جنوب غربی کابل منطقه‌ای وجود دارد که به‌نام چهارده یاد می‌گردد. نام چهارده در دورهٔ سلطنت تیمورشاه دُرانی نامگذاری شده‌است؛ که این دهات عبارت بودند ده مزنگ، ده بوری، ده دانا ده مراد (علاوالدین) می‌باشد. گروه چهارده را ده دانا، ده مراد خان، ده قلندر و ده سیدان می‌نامند. زیاده نویسندگان چهارده را شامل ده مزنگ، ده دانا، چهلستون و دارالمان می‌نویسند که اشتباه بزرگ است.
نامگذاری کلمهٔ چهلستون پس از دورهٔ عبدالرحمن خان مروج گردید. قصر چهل ستون در زمان شاه زمان اعمار گردید. در حقیقت چهل ستون نبوده بلکه چل ستون chli stone نام سنگ نرم مرمر است که در انگلستان شهر مانچستر مروج است. نام اصلی قصر چهل ستون در زمان شاه زمان هندکی است؛ که مهندس آن یک‌نفر هندی بود که قصر چهل ستون را به سبک هندی اعمار نموده بود. دارالامان در زمان شاه امان‌الله اعمار و نامگذاری شده‌است.
ولسوالی چهارده در زمان سلطنت محمد ظاهرشاه حیثیت یک ولسوالی مستقل را به خود گرفت و سپس مربوط شهر کابل گردید. اکنون تمام این ساحات به پنج ناحیه تقسیم گردیده‌است.

## جغرافیای وادی چهاردهی
ولسوالی چهارده از شرق به رشته‌کوه‌های شیر دروازه، تخت نبوزک و پل آرتل، از طرف جنوب کوه قورغ و للندر، از طرف غرب به قلعهٔ قاضی و مرغ‌گیران و از طرف شمال به دهبوری فاضل‌بیک و قلعهٔ کاشف حدود داشت. چهاردهی جمعاً دارای ۳۸ قریه خُرد و بزرگ بوده که دهات مشهور و قدیمی آن ده دانا، ده مراد خان، علاوالدین بالا، علاوالدین پایین، جای رییس، چهار قلعه، گلخانه، ده قلندر؛ چهارقلبه، سر آسیاب، چهلستون، قلعهٔ مسلم، سه بنگی، قلعهٔ کاشف، قلعهٔ قاضی فاضل‌بیک، انچی باغبانان و ... می‌باشد.»
«اصلاً چهاردهی از پل آرتل که یخدان هم نامیده می‌شد، به‌طرف غرب آغاز و ادامه میابد. در یخدان گذرگاه که در زیر سایهٔ کوه شیر دروازه قرار دارد دو چاه بزرگ قرار داشت که در آن یخ برای شهر نگهداری می‌گردید. سردی «یخدان» در زمستان زبانزد همه بود. تقریباً اکثریت قریه‌های آن در دامنه‌های کوه‌های «قوروغ» شیردروازه و رشخور قرار دارند. این سرزمین اگر از بالای قصر تپهٔ تاج‌بیگ دیده شود، فقط بمانند یک نیم‌کاسهٔ تخم دیده می‌شود.»(۱)
وادی چهاردهی نظر به آب و هوای گوارا و باغ‌های پرمیوه اش، روزگاری میله جا شاهان، مقام‌های عالی‌رتبهٔ دولتی و شهرنشینان کابل بود. عده‌ای از آن‌ها قلعه‌ها و باغ‌ها درین مناطق داشتند که تابستان را در آنجا به سر می‌بردند که می‌توان از قصر دارالامان (پیش‌تر افشارتپه)، قصر تاج‌بیک، قصر چهل ستون، باغ بابر، گل باغ، حرمسرای ابراهیم بیگ پادشاه بخارا و ... نام برد.

## فرهنگ
سپورت مردم چهارده دنده کلک توپ دنده و پهلوانی بود که درین رشته جوانان نامدار بودند. پهلوانان نامور این دیار پهلوان برات، پهلوان بهرام، پهلوان افضل، پهلوان عزیز بچی ډاکتر، فیض بچی قوماندان، صدیق زرگر، پهلوان حسن، پهلوان آصف کوه کن، پهلوان عبد الحق (کور)، پهلوان کریم ګلکار، پهلوان محمود، پهلوان اسلم کابلی، ملاه محمد قهرمان سبک وزن در کشتی آزاد ا، شجاع الدین قهرمان سنگین وزن، وغیره می‌باشد.
مردم چهار ده خیلی متدین وخدا پرست بوده از خود محلات مقدس غرض ریاضت و عبادت دارند «زیارت مشهور چهارده عبارتند از زیارتگاه شاه آغا صاحب، شاه قطب حیدر، آخند محمد امین، پادشاه صاحب گلخانه، مدت خان شهید در علاوالدین بالا، میر کابلی، سرنو، ملابرزگ تخنیکم، دوشهید ده قلندر، آستانه پشت قصر دارالامان، بابازنگی ده دانا، سلطان پادشاه ریشخوروبابا صاحب چهارقلبه و … یادآور شد.»
در حقیقت وادی زیبای چهاردهی (چاردهی) از چهار قریه منشع گرفته‌است.
در جنوب چهاردهی از پل آرتل که یخدان" هم نامیده می‌شد، بطرف غرب آغاز و ادامه میابد. در یخدان گذرگاه که در زیر سایه کوه شیر دروازه قرار دارد دو چاه بزرگ قرار داشت که در آن یخ برای شهر نگهداری می‌گردید. سردی "یخدان " در زمستان زبانزد همه بود. تقریباً اکثریت قریه‌های آن در در دامنه‌های کوه‌های "قوروغ" شیردروازه و رشخور قرار دارند. این سرزمین اگر از بالای قصر تپه تاجبیگ دیده شود، فقط بمانند یک نیمکاسه تخم دیده می‌شود.

## ملیت و زبان
باشندگان اصلی این وادی عبارت‌اند از فرملی‌ها که اصالتاً همه پشتون‌اند ولی بعضی‌شان پشتو صحبت می‌کنند (قلعهٔ قاضی، گلخانه، چهار قلعه، قلعهٔ بهادرخان، بخش از تنگی و للندر). یک قسمت از فرملی‌ها که با اقوام دیگر امتزاج یافته‌اند کاملاً  فارسی‌زبان‌اند (قلعهٔ مسلم. سر آسیاب، تنگی فرملی‌ها، موسهی چاردهی و تعداد از محلات کوچک در امتداد سمت غربی چهاردهی.
قریب به نصف اهالی اصلی چهادهی متشکل از تاجیک‌ها اند که اکثراً در سمت شرقی و شمال وادی چهاردهی زندگی می‌کنند (گلباغ، رشخور، قلعهٔ فتوح، چهلستون، قلعهٔ غیبی، آقاعلی شمس، جنگلک، گذرگاه، دهمزنگ و دهبوری. مردم قریهٔ قلعهٔ لوگری و بیش از نصف قلعهٔ فتوح در اصل تاجیک و از قوم لشکری‌اند. در قریهٔ قلعهٔ فتوح و یکی دو قریه همجوار آن قوم مربوط به اهل تشیع که «هزاره گدی» یاد می‌شوند، زندگی می‌کنند. در روابط نزدیک ولسی و اجتماعی خیلی‌ها با هم خلط اند. قریهٔ ده دانا متشکل از اقوام خواجه‌ها، فرملی‌ها و تاجیک‌ها اند.
هزاره‌ها که تقریباً ۱۵ – ۱۸ درصد باشندگان اصلی چهاردهی را تشکیل می‌دهند بیشتر در ساحهٔ قلعهٔ واحد، قلعهٔ شاده، دوغ آباد و جای رئیس زندگی دارند. با آنکه این باشندگان اصلی در تاٌمین روابط‌شان با اقوام دیگر سخت‌گیرتر بوده‌اند ممکن گذشته و تجارب تاریخی که توسط شاهان وقت تحت فشارهای مختلف قرار داشته‌اند، عامل همبستگی ذات البینی و محدود بودن روابط شان خارج از این حلقه ذات‌البینی شان بوده‌است.
کوچی‌ها که در فصل گرما به دامنه‌های کوه‌های اطاراف چهاردهی می‌آمدند، روابط نسبتاً خوبی را با مردم محل داشتند، گرچه تعداد از آن‌ها مربوط قوم «هزاربز» در قریهٔ چهلستون متوطن شدند.

## شغل
پیشه مردم چهارده از سال‌های متمادی زراعت و مالداری بود که برای شهریان کابل سبزی جات میوه جات و لبنیات تهیه می‌نمودند. کنون بالاثر ازدیاد نفوس به شغل‌های کار در دوایر دولتی، انفرادی تجارت و غیره مصروف می‌باشند.

## مقاله‌های مرتبط به این مقاله
- قصر دارالامان
- دریای کابل